# روزنامه‌نگاری بازی‌های ویدئویی
خبرنگاری بازی‌های ویدئویی (انگلیسی: Video game journalism) یک شاخه از خبرنگاری است که به گزارش اخبار، و تجزیه و تحلیل (نقد) بازی‌های ویدئویی می‌پردازد، که با رواج و ظهور رسانه‌های مستقل آنلاین، نشریات آنلاین و وبلاگ‌ها رشد کرده است.